# 発盛鉱山
発盛鉱山（はっせいこうざん）とは、秋田県山本郡八森村（後に八森町を経て、現在は八峰町）にあった鉱山である。

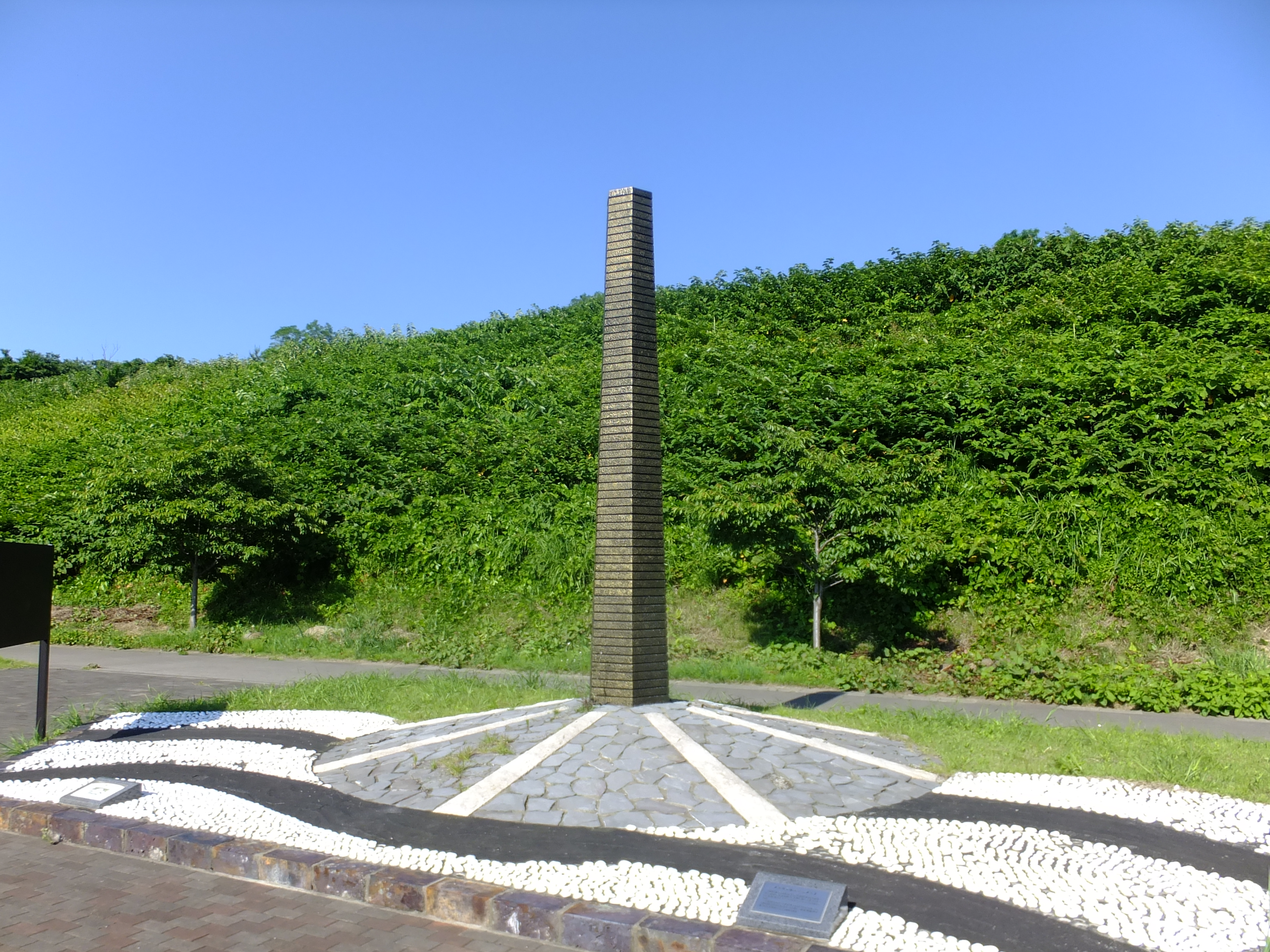
八峰町中央公園内に建つ発盛鉱山の記念碑

## 概要
発盛鉱山は、所在地から椿鉱山とも呼ばれており、五能線八森駅の南方700mの海岸部にあった。八森駅と鉱業所の間には、八森町役場や露天掘り跡が位置している。
明治期に最盛期を迎え、二千人以上の労働者がおり、日本一の銀生産量を誇った。
なお、八峰町八森地区には江戸時代最盛期を迎え当時千人以上の労働者がいた八森鉱山があるが、この鉱山とは異なる。

## 歴史
発盛鉱山の発見は、明治20年の秋に能代市の呉服商人であった、工藤甚三郎によるとされている。坪井美雄の『鉱山物語』に「工藤甚三郎が八森の椿海岸にさしかかって、道ばたの岩角に腰掛け、一服し、キセルの雁首で岩を叩いた所、すこぶる見事な銀色の石が出た。これが、立派な銀の鉱石であって、大騒ぎとなり、翌21年に乳井、宮腰両氏によって稼行され、ここに椿鉱山が出現した」とある。また、山神社の境内には工藤甚三郎の記念碑が現存する。
明治22年10月、扇田村の乳井久右ェ門と宮腰仁吉郎の名義で、山本郡八森地区内に銀鉱借区願が図面を添えて提出されている。乳井と宮腰は相当の資産家であった。
明治24年7月には本坑（本間坑）と相染坑の二坑があって、月間10〜12万貫の粗鉱を採掘し、24貫あまりの銀を生産していると報告書にある。しかし、出水の患ありとも記されている。
明治31年には、鉱石採鉱高は82.6万貫で、銀は448貫採鉱されたとしている。
明治37年以降、発盛鉱山は長谷川芳之助が経営し、明治39年3月1日からは小坂町寄留の武田恭作が経営している。武田は鉱山の諸施設を整備し、銀や銅の生産量が飛躍的に伸びた。
当時は本間・相染の両坑で操業し、階段法で最低175尺5番坑まで掘り進み、両坑は最終的に貫通したとある。製錬施設は溶鉱炉が3座、真吹炉が5座、南蛮炉が4座、山下炉1座、分銀炉2座があった。坑内には軌道が、坑外には電車道が敷設されていた。付属施設として木工所や鉄工所もあった。電力は真瀬川上流に水力発電所が作られ、各種施設に動力源として供給されていた。また、海運の便もよく、20トン以内の船は直接海岸に横付けできた。
明治40年には溶鉱炉が増設され、高さ43mの大煙突が完成した。12月には能代港までの鉄索が架設され、その運搬量は一昼夜で160トンほどであった。
明治41年から明治45年がこの発盛鉱山の最盛期であった。労働者は1365人に達し、銀の生産は1371貫に達し、単一鉱山としては日本一の銀生産量であった。しかし、大正3年には一時休山を余儀なくされた。『秋田県史』によるとこれは花岡鉱山を所有していた石田兼吉との契約が破談したせいだとしている。銀の鉱石を精製するには、どうしても銅鉱石も必要であった。
大正4年11月29日からは大日本鉱業（代表人は武田恭作）の経営となり、名称も「椿鉱山」から「八盛鉱山」と改名された。
大正5年からは鉱石全部を自山で製錬することになった。製錬実績は年間銀4トンで、銅774トンであった。
大正8年からは世界不況のため休山することになった。
昭和2年12月12日に製錬事業が復活した。しかし、昭和5年銅価格の低下により、人員整理が行われ、従業員数も130人程度になった。
昭和8年に「発盛鉱山」と改名された。これは住友本社の小倉氏が視察の際に八盛では七転八倒の意味があるということでの改名であった。
昭和9年には残鉱の採鉱を開始した。残鉱の採鉱も昭和14年頃までに完了し、後は製錬のみを行った。
戦後休山していたが、昭和22年以降再開した。しかし、自山の新鉱床は発見できなかった。昭和42年10月以降は三菱金属鉱業の委託製錬を行っている。しかし、契約は昭和44年7月で切れ、10月からは住友金属鉱山の協力を得ながらニッケル生産に転換した。しかし、ニッケル生産の環境は厳しく、生産を継続することは不可能になった。昭和52年には大日本鉱業が解散し、日本海金属発盛製錬所として新発足している。
その後は、鉛の再生産を小規模に行っていたが、平成元年に鉱山のシンボルである煙突が解体され、鉱山の操業に終止符が打たれた。
現在、製錬所跡地は工業団地となり、露天掘りの跡地は八峰町中央公園となっている。